# Attaque de Bani Bangou (2020)
Pour les articles homonymes, voir Attaque de Bani Bangou.
Guerre du Sahel
Batailles
- Tlemss
- 1re Tilwa
- Tabankort
- Ouraren
- Adrar Bouss
- Agadez et Arlit
- Tchibarakaten
- Mangaïzé
- Tazalit
- 1re Bani Bangou
- 2e Tilwa
- Wanzarbé
- Abala
- Midal
- 1re Tongo Tongo
- 1re Ayorou
- 2e Tongo-Tongo
- Baley Beri
- 1re Inates
- 2e Inates
- Sanam
- Chinégodar
- 2e Ayorou
- 2e Bani Bangou
- Taroun
- Torodi
- Adabda
- Intagamey
- Koutougou
- Tabatol
- Takanamat
- Teguey
- Chatoumane
- Eknewane
- 3e Bani Bangou

L'attaque de Bani Bangou a lieu le 5 avril 2020 pendant la guerre du Sahel.

## Déroulement
Le 5 avril 2020, à 14h30, la brigade territoriale de la gendarmerie de Bani Bangou est attaquée par des djihadistes à bord de plusieurs véhicules et motos. Les Nigériens contiennent l'assaut et préviennent les Français de la force Barkhane qui envoient une patrouille de Mirage 2000D, un hélicoptère Tigre et un hélicoptère Gazelle

## Pertes
Selon le communiqué du ministère nigérien de la Défense, deux soldats ont été tués et neuf blessés, tandis que deux terroristes ont été tués, neuf autres capturés et deux motos saisies et que la « quasi-totalité des assaillants » ont ensuite été neutralisés par la forces Barkhane. L'armée française affirme quant à elle avoir tué une dizaine de djihadistes et détruit un pick-up et quatre motos. 